# Manuel Moreno Fraginals
Manuel Moreno Fraginals (La Habana, Cuba, 9 de septiembre de 1920 - Miami, Estados Unidos, 9 de mayo de 2001) fue un historiador, ensayista, escritor, y profesor cubano.
Moreno Fraginals es quizás el historiador cubano más conocido internacionalmente, gracias a su obra El Ingenio, editada en 1964, un extensísimo y detallado estudio de las economías de plantaciones esclavistas en Cuba y el Caribe. 
A su muerte dejó escritas numerosas obras de gran trascendencia. 

## Biografía
Nacido en 1920 en la capital cubana, comenzó sus estudios universitarios estudiando leyes en la Universidad de La Habana. Después de terminarlos, obtiene una beca en México DF, en El Colegio de México, donde estudió de 1945 a 1947, obteniendo una maestría en Historia, bajo la tutela del eminente historiador mexicano Silvio Zavala. Seguidamente obtiene una segunda beca, esta vez en España, en el prestigioso Instituto de Cultura Hispánica. Allí pasa dos años estudiando los archivos españoles de Madrid y Sevilla entre 1947 y 1949.
En 1950 regresa a Cuba para enseñar en la Universidad de Oriente, Santiago de Cuba. Poco después regresa a la capital, donde es nombrado subdirector de la Biblioteca Nacional.
En 1952, tras el golpe militar del general Fulgencio Batista, marcha a Venezuela, donde trabaja como gerente empresarial. Esta experiencia lo ayudó, según sus propias palabras, a entender el mundo mercantil, su administración y sus esquemas. El contacto con la burguesía conservadora de Caracas lo ayudó a entender su ideología.
Regresa a Cuba después del triunfo de la Revolución Cubana en 1959. En 1964 se publica El Ingenio, su obra más importante, reeditada en 1978 y traducida a varios idiomas. Esta obra será la base del guion cinematográfico del film La última cena (1976), dirigida por Tomás Gutiérrez Alea.  
En 1994 pide asilo político en Miami, y en 1995 publica su último libro, considerado por muchos el segundo en importancia después de El Ingenio, titulado Cuba/España, España/Cuba, Barcelona, Editorial Grijalbo. 
Según sus propias palabras, el exilio le permitió dar a luz aquella obra. Por primera vez en años pudo reflexionar, divagar y conjeturar sobre la historia nacional sin el temor de la censura. 
Su oposición al sistema de enseñanza creado por el estado cubano, donde el gobierno ejerce un fuerte control de los planteles universitarios en los estudios humanos, lo llevó a ser muy criticado en lo personal y en lo académico.
El 9 de mayo de 2001 fallece en la ciudad de Miami. Allí descansa junto a otros grandes historiadores cubanos, que también fallecieron en el exilio, como Emeterio Santovenia, Herminio Portell Vilá, José Manuel Pérez Cabrera, Carlos Márquez Sterling, Rafael Esténger o Juan J Remos Rubio.

## Principales publicaciones
- Nación o plantación. México, 1948.
- Agustín de Iturbide, caudillo. La Habana, Universidad de La Habana, 1950.
- Misiones Cubanas en los archivos europeos. México, 1953.
- José Antonio Saco, estudio y bibliografía. La Habana, Universidad de las Villas, 1962.
- La Habana. La Habana, 1963.
- El Ingenio, complejo socioeconómico cubano. La Habana, Comisión Nacional Cubana de la Unesco, 1964.
- África en América Latina. México, 1974.
- El token azucarero. Madrid, 1974.
- Between Slavery and Free Labor. Baltimore, Johns Hopkins University Press, 1982.
- La Historia como arma y otros estudios sobre esclavos, ingenios y plantaciones. Barcelona, editorial Crítica, 1984.
- Cuba a través de su moneda. París, 1985.
- Plantations in the Caribbean: Cuban Puerto Rico and the Dominican Republic in the late Nineteenth Century. EE. UU., Cambrige University Press, 1986.
- Guerra, migración y muerte, 1993.
- Cuba/España, España/Cuba: historia común. Barcelona, Editorial Grijalbo, 1995.